# Arcidiocesi di Tamale
L'arcidiocesi di Tamale (in latino Archidioecesis Tamalensis) è una sede metropolitana della Chiesa cattolica in Ghana. Nel 2022 contava 23.330 battezzati su 1.116.909 abitanti. È retta dall'arcivescovo Philip Naameh.

## Territorio
L'arcidiocesi comprende i distretti di Tamale, Tolon, Kumbungu, Savelugu, Nanton, Kpandai nella regione settentrionale e il distretto di Gonja Est nella regione di Savannah in Ghana.
Sede arcivescovile è la città di Tamale, dove si trova la cattedrale dell'Annunciazione.
Il territorio si estende su 7.383 km² ed è suddiviso in 16 parrocchie.

## Storia
La prefettura apostolica di Navrongo fu eretta l'11 gennaio 1926 con il breve In hac Divi Petri di papa Pio XI, ricavandone il territorio dal vicariato apostolico di Ouagadougou (oggi arcidiocesi).
Il 26 febbraio 1934 la prefettura apostolica fu elevata a vicariato apostolico in forza della bolla Quae ad latius dello stesso papa Pio XI.
Il 18 aprile 1950 per effetto della bolla Laeto accepimus di papa Pio XII il vicariato apostolico fu elevato a diocesi e assunse il nome di diocesi di Tamale. Originariamente era suffraganea dell'arcidiocesi di Cape Coast.
Dopo ripetute cessioni territoriali avvenute il 23 aprile 1956 e il 3 novembre 1959 a vantaggio dell'erezione rispettivamente delle diocesi di Navrongo (oggi diocesi di Navrongo-Bolgatanga) e di Wa, il 30 maggio 1977 è stata elevata al rango di arcidiocesi metropolitana in virtù della bolla Tametsi Christi di papa Paolo VI.
Il 3 febbraio 1995 e il 16 marzo 1999 ha ceduto ulteriori porzioni di territorio a vantaggio dell'erezione rispettivamente delle diocesi di Damongo e di Yendi.

## Cronotassi dei vescovi
Si omettono i periodi di sede vacante non superiori ai 2 anni o non storicamente accertati.
- Oscar Morin, M.Afr. † (14 aprile 1926 - 15 aprile 1947 dimesso)
- Gérard Bertrand, M. Afr. † (10 giugno 1948 - 12 aprile 1957 nominato vescovo di Navrongo)
- Gabriel Champagne, M.Afr. † (12 aprile 1957 - 23 giugno 1972 dimesso)
  - Sede vacante (1972-1974)
- Peter Poreku Dery † (18 novembre 1974 - 26 marzo 1994 ritirato)
- Gregory Ebolawola Kpiebaya † (26 marzo 1994 - 12 febbraio 2009 ritirato)
- Philip Naameh, dal 12 febbraio 2009

## Statistiche
L'arcidiocesi nel 2022 su una popolazione di 1.116.909 persone contava 23.330 battezzati, corrispondenti al 2,1% del totale.
| anno | popolazione | popolazione | popolazione | presbiteri | presbiteri | presbiteri | presbiteri                | diaconi | religiosi | religiosi | parrocchie |
| anno | battezzati  | totale      | %           | numero     | secolari   | regolari   | battezzati per presbitero | diaconi | uomini    | donne     | parrocchie |
| ---- | ----------- | ----------- | ----------- | ---------- | ---------- | ---------- | ------------------------- | ------- | --------- | --------- | ---------- |
| 1950 | 33.080      | ?           | ?           | 3          | 3          |            | 11.026                    |         |           | 31        | 8          |
| 1970 | 8.093       | 470.000     | 1,7         | 33         |            | 33         | 245                       |         | 38        | 16        | 10         |
| 1980 | 15.020      | 780.000     | 1,9         | 43         | 2          | 41         | 349                       |         | 60        | 43        | 15         |
| 1990 | 23.371      | 862.000     | 2,7         | 56         | 24         | 32         | 417                       |         | 69        | 49        | 16         |
| 1999 | 11.407      | 605.000     | 1,9         | 44         | 26         | 18         | 259                       |         | 83        | 41        | 12         |
| 2000 | 19.134      | 1.171.000   | 1,6         | 43         | 25         | 18         | 444                       |         | 87        | 38        | 9          |
| 2001 | 14.718      | 703.488     | 2,1         | 43         | 28         | 15         | 342                       |         | 29        | 35        | 8          |
| 2002 | 15.168      | 703.488     | 2,2         | 46         | 32         | 14         | 329                       |         | 76        | 39        | 8          |
| 2003 | 15.912      | 703.488     | 2,3         | 44         | 30         | 14         | 361                       |         | 82        | 39        | 8          |
| 2004 | 16.506      | 703.488     | 2,3         | 46         | 32         | 14         | 358                       |         | 82        | 39        | 9          |
| 2010 | 20.567      | 816.000     | 2,5         | 53         | 35         | 18         | 388                       |         | 82        | 39        | 11         |
| 2014 | 17.157      | 889.000     | 1,9         | 49         | 34         | 15         | 350                       |         | 49        | 40        | 13         |
| 2017 | 19.820      | 948.500     | 2,1         | 56         | 34         | 22         | 353                       |         | 51        | 41        | 16         |
| 2020 | 20.820      | 996.870     | 2,1         | 62         | 41         | 21         | 335                       |         | 60        | 38        | 16         |
| 2022 | 23.330      | 1.116.909   | 2,1         | 74         | 52         | 22         | 315                       |         | 64        | 46        | 18         |